# Rimsko gledališče v Filipopolisu
Rimsko gledališče v Filipopolisu (latinsko Theatrum Trimontense; bolgarsko Пловдивски античен театър, Plovdivski antičen teatar) je eno najbolje ohranjenih starorimskih gledališč na svetu, ki stoji v središču sodobnega Plovdiva v Bolgariji, nekoč antičnem mestu Filipopolis. Zgrajen je bil v 1. stoletju našega štetja, verjetno v času vladavine Domicijana. Gledališče lahko sprejme med 5000 in 7000 gledalcev in je trenutno v uporabi.

## Opis
Sedeži za gledalce so usmerjeni proti jugu, proti starodavnemu mestu v nižini in Rodopom. V obrisih je gledališče polkrog z zunanjim premerom 82 metrov. Samo gledališče je razdeljeno na sedežni del (cavea) in oder (orkestra). Cavea, prostor, kjer so se zbirali ljudje, je izdolben iz hriba ali pobočja, medtem ko so zunanji radianski sedeži zahtevali strukturno podporo in trdne podporne stene. Cavea ni bila pokrita. Sedeži za gledalce obkrožajo oder, ki ima obliko podkve, dolg 26,64 metra, vključuje 28 koncentričnih vrst marmornatih sedežev, razdeljenih na dva nivoja s prehodom (diazoma). Zgornji del nivojev je prekinjen z ozkimi radialnimi stopnicami, ki delijo caveo na klinaste sektorje (kerkide). Gledališče ima tudi podij, ki podpira stebre prednje skene (fronte scaenae).
Odrska zgradba – Prednja skena – je južno od orkestre. Ima tri nadstropja in je visok zid odrskega nadstropja, podprt s stebri. Proskenij je stena, ki podpira sprednji rob odra z bogato okrašenimi nišami ob straneh. Proskenij, ki je visok 3,16 metra, njegova fasada pa je okrašena z jonskim marmornim stebriščem s trikotnimi pedimenti. Fasado skene, ki gleda na prostor za gledalce, sestavljata dva dvonadstropna portika, prvi v rimsko jonskem slogu in drugi v korintskem slogu. Fasado prerezujejo tri simetrično nameščena vrata. Vhodi v orkestro, ki so nepokriti in obokani, povezujejo caveo z odrsko zgradbo. Iz središča orkestre se začne podzemni obokan prehod, gre pod odrsko zgradbo in vodi iz gledališča. Še en obokan prehod, ki poteka pod osrednjim bregom sedežev zgornjega nivoja, povezuje caveo z območjem treh hribov.
Podobno kot vsa gledališča na ozemlju Rimskega cesarstva so bila tudi v gledališču Trimontium vpisana častna gledališka mesta. Tam niso bili napisi samo za predstavnike mestnega sveta, ampak tudi za sodnike, prijatelje cesarja itd. Nekateri častni napisi kažejo, da je bila stavba uporabljena kot sedež tračanske provincialne skupščine. Zgrajeno s približno 7000 sedeži, je imelo vsak del sedežev na klopeh vgravirana imena mestnih četrti, da so meščani vedeli, kje bodo sedeli.
Medtem ko so Grki raje imeli vaje v gimnaziju in na stadionu, je Rimljane zanimanje za šport usmerilo v prireditve v gledališču in cirkusu. Tako so domnevno v gledališču potekali gladiatorski boji z živalmi, saj so odkrili ostanke varnostnih objektov pred prvo vrsto. Ti dodatki so bili postavljeni zaradi obiska cesarja Karakale v Trimontiju leta 214 našega štetja.
Gledališče je v 5. stoletju našega štetja poškodoval Atila Hun.
Gledališče je bilo odkrito šele v začetku 1970-ih zaradi podora. To je povzročilo obsežna arheološka izkopavanja, vključno z odstranitvijo približno 4,5 m zemlje, ki je prekrivala tisto, kar je ostalo skrito zaradi plazu. Gledališče je ena od številnih zgradb iz časa Rimskega cesarstva, ohranjenih v Bolgariji. V gledališču je več stel in stenskih napisov v bizantinskem grškem jeziku.
- The stage building – the scaenae frons
- Statues - part of the decoration of the scaenae frons
- The spectator seats (cavea)
- The marble seats with honorary inscriptions
- The scaenae frons and the Parodos

## Kultura
V poletnih mesecih gledališče gosti gledališke predstave in glasbene predstave.
V gledališču je potekala slavnostna podelitev nagrad 21. mednarodne olimpijade v informatiki.
Heavy metal glasbenik Devin Townsend je posnel svoj album v živo Ocean Machine - Live iz leta 2018 v Rimskem gledališču Plovdiv ob spremljavi orkestra in zbora Plovdivske opere. Progresivna metalska superskupina Sons of Apollo je v gledališču posnela svoj album v živo in koncertni film Live with the Plovdiv Psychotic Symphony iz leta 2019, prav tako ob spremljavi orkestra in zbora Plovdivske opere.

## Restavriranje in konzerviranje
Konec 4. stoletja je bil velik del gledališča uničen (požar ali potres). To je bilo do poznih 1960-ih, ko so med arheološkimi izkopavanji v regiji, ki jih je izvedlo osebje arheološkega muzeja v Plovdivu, našli ruševine zgradbe. Restavriranje rimskega gledališča v Plovdivu velja za enega najboljših dosežkov bolgarske konservatorske šole. Poseg je omejen na podlagi strogih testov in izključitve predpostavk. Rekonstrukcija je bila narejena strogo po metodi anastiloze in nov material je dobro viden. 
Danes je antično gledališče najbolj prepoznavna znamenitost Plovdiva. Ima pomembno vlogo v kulturnem življenju mesta (predvsem zaradi arhitekture spomenika in dobre akustike) in služi kot oder za predstave, koncerte, javne prireditve itd. Gledališče lahko sprejme do 3500 gledalcev.
- Obnova

## Napisi iz gledališča
- Stela z bizantinskim grškim napisom iz antičnega gledališča v Plovdivu